# Entosthodon planoconvexus
Entosthodon planoconvexus är en bladmossart som beskrevs av Abel Joel Grout 1935. Entosthodon planoconvexus ingår i släktet koppmossor, och familjen Funariaceae. Inga underarter finns listade i Catalogue of Life.